# Louis Havet
Pierre-Antoine-Louis Havet  (6 de enero de 1849 - 26 de enero de 1925) fue un latinista y helenista francés, experto en poesía griega y latina clásica. Era hijo de Ernest Havet .
Fue profesor en el Collège de France, donde entre 1885 y 1925 ocupó la cátedra del departamento de filología latina. A partir de 1893, fue miembro de la Académie des Inscriptions et Belles-Lettres. En 1917, se convirtió en el primer vicepresidente de la Association Guillaume Budé.

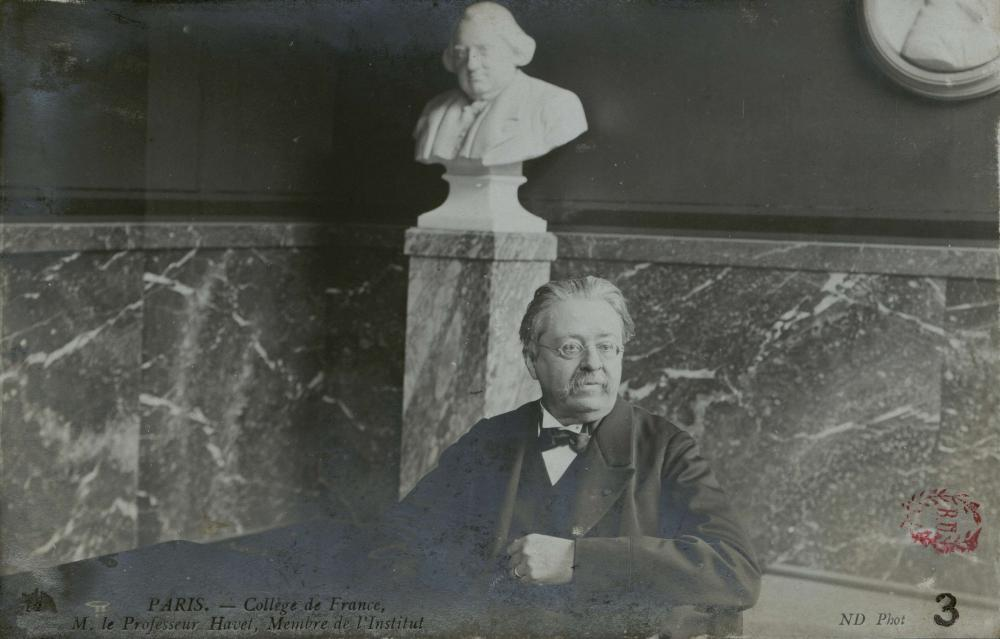
Havet en algún momento después de 1900

Fue miembro del comité central de la Liga de los Derechos Humanos, que defendió a Alfred Dreyfus durante el caso Dreyfus.

## Obras mayores
- Manuel de critique verbale appliquée aux textes latins (1867)
- Curso elemental de métrique grecque et latine (1886)
- La Prose métrique de Symmaque et les origines métriques du Cursus (1892) Texto en línea
- Anfitrión ( Anphitruo, de Plauto ) ed. L. Havet (1895) Texto en línea
- Manuel de critique verbale appliquée aux textes latins (1911)
- Notes critiques sur le texte de Festus (1914) Texto en línea
- Notas críticas sur l'Orator et sur Isée (1927) Texto en línea